# Штарнберг
Шта́рнберг (нем. и бав. Starnberg) — город в Баварии, 32 минуты на электричке S6 от главного вокзала Мюнхена, на берегу Штарнбергского озера.
Население — около 23909 человек.
В этом городе (тогда ещё почти что деревне, население у него было около трёх тысяч человек) жил долгое время писатель Густав Майринк, в Штарнберге им были написаны романы «Белый доминиканец» и «Ангел западного окна». В Штарнберге же Майринк и умер, его белый могильный камень с единственной надписью «VIVO» находится именно там.
Согласно журналу «Der Spiegel», в Штарнберге и его окрестностях живёт больше богатых граждан, чем в любом другом городе Германии.